# Haltdalens stavkyrka

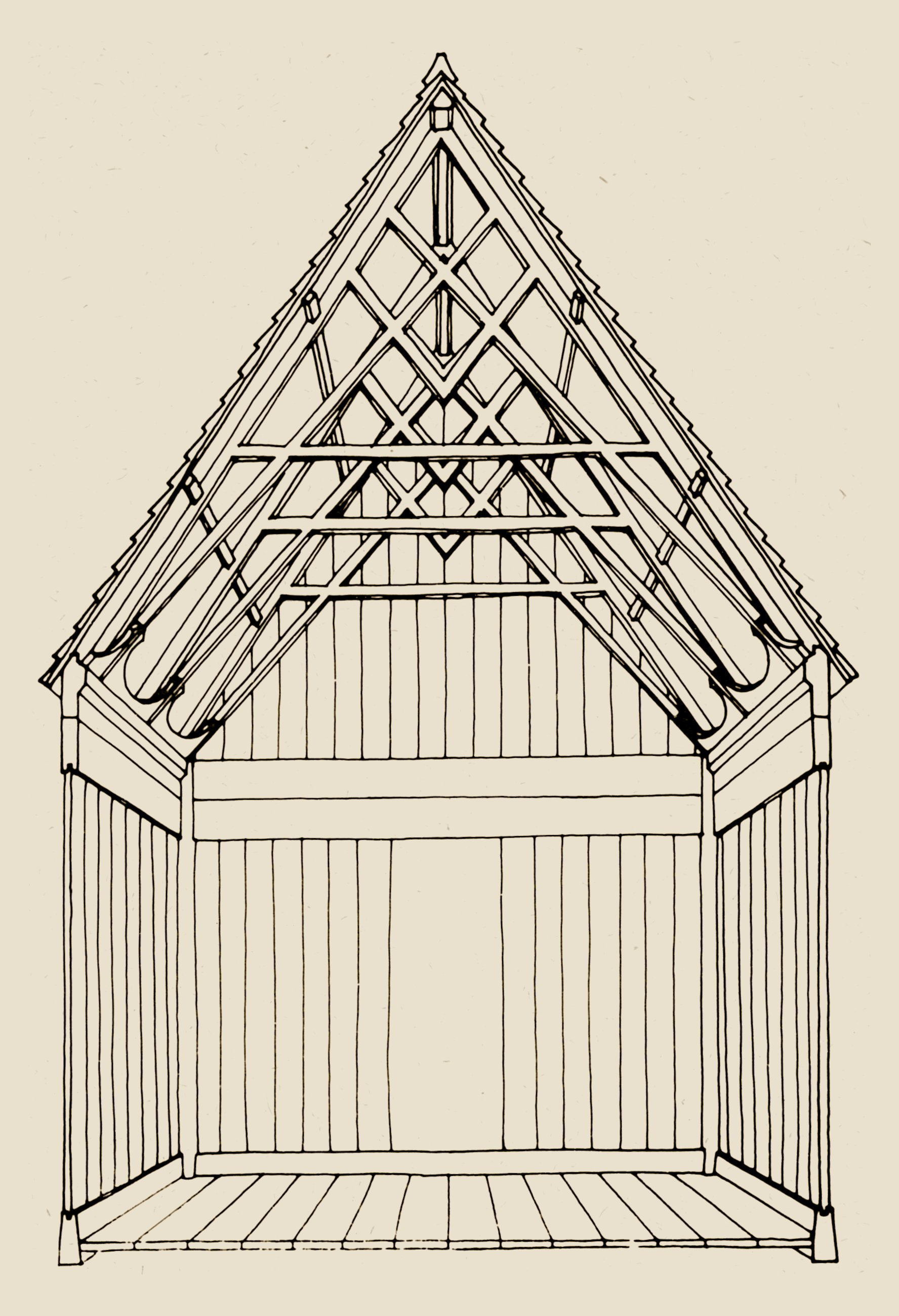
Teckning av Håkon Christie

Haltdalens stavkyrka är en norsk stavkyrka från andra hälften av 1100-talet, som nu står på Sverresborg, Trøndelag Folkemuseum, i Trondheim.
Kyrkan var fram till 1881 sockenkyrka i Haltdalen. Den på museet uppförda kyrkan är en återbyggnad på folkmuseet 1937 av delar från två kyrkor: från Haltdalen och från Ålen. Den västra väggen och portalen är från Ålens stavkyrka och resterande delar från Haltdalen, vilka flyttades därifrån 1881. Stavkyrkan er det enda exemplaret av en stavkyrka av östskandinavisk enskeppstyp. Den har tre ingångar: en i väster och två i söder. Den har ett altare, men är i övrigt nästan tom.
En kopia av kyrkan, Heimaeys stavkyrka, upprestes år 2000, med en gåva av norska staten som bas, på Västmannaöarna i Island. En andra kopia av kyrkan, med tillagda svalgångar, uppfördes vid den gamla kyrkogården i Haltdalen 2003–2004.